# Raymond E. Willis

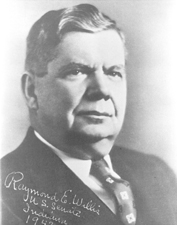
Raymond E. Willis

Raymond Eugene Willis (* 11. August 1875 in Waterloo, DeKalb County, Indiana; † 21. März 1956 in Angola, Indiana) war ein US-amerikanischer Politiker (Republikanische Partei), der den Bundesstaat Indiana im US-Senat vertrat.
Raymond Willis besuchte zunächst die öffentlichen Schulen und machte 1896 seinen Abschluss am Wabash College in Crawfordsville. Danach absolvierte er eine Lehre als Drucker in Waterloo, ehe er 1898 nach Angola im Steuben County zog und sich dort in der Zeitungsbranche betätigte. Von 1910 bis 1914 war er der Postmeister der Stadt; während des Ersten Weltkriegs stand er zwischen 1917 und 1918 dem Verteidigungsrat des Steuben County vor.
1919 zog Willis als Abgeordneter ins Repräsentantenhaus von Indiana ein, dem er bis 1921 angehörte. Seine nächste Kandidatur für ein politisches Amt erfolgte erst 1938, doch dabei verfehlte er noch die Wahl in den US-Senat. Zwei Jahre später bewarb er sich um den zweiten Senatssitz Indianas und besiegte den demokratischen Amtsinhaber Sherman Minton. Nach sechs Jahren trat er nicht zur Wiederwahl an, sodass er am 3. Januar 1947 aus dem Kongress ausschied. Willis stand danach der Steuben Printing Company als Präsident vor und gehörte dem Kuratorium des Tri-State College in Angola an.